# The Wrestling Classic
The Wrestling Classic foi um evento pay-per-view de luta profissional produzido pela World Wrestling Federation (WWF, agora WWE). Aconteceu em 7 de novembro de 1985, no Rosemont Horizon em Rosemont, Illinois, nos Estados Unidos. Foi o segundo pay-per-view da promoção (depois da WrestleMania).
No evento principal, Junkyard Dog derrotou Macho Man Randy Savage nas finais de um torneio de 16 homens. No card, Campeão Mundial dos Pesos Pesados da WWF Hulk Hogan derrotou "Rowdy" Roddy Piper. O evento também incluiu uma competição de fãs para um Rolls-Royce.

## Produção

### Introdução
Após o sucesso de seu primeiro pay-per-view (PPV) WrestleMania, a World Wrestling Federation (WWF, agora WWE) programou o The Wrestling Classic para ser realizado em 7 de novembro de 1985, no Rosemont Horizon em Rosemont, Illinois. Foi o segundo PPV produzido pela WWF, no entanto, ao contrário da WrestleMania, The Wrestling Classic foi um evento único.

### Histórias
O card consistia em quinze lutas que resultaram de histórias roteirizadas, onde lutadores retratavam vilões, heróis ou personagens menos distinguíveis em eventos roteirizados que construíam tensão e culminavam em uma luta ou série de lutas, com resultados predeterminados pelos escritores do WWF.
A principal rivalidade do Wrestling Classic foi entre Hulk Hogan e "Rowdy" Roddy Piper, com os dois lutando pelo Campeão Mundial dos Pesos Pesados da WWF. Em 1985, Piper se tornou o maior salto da promoção depois que ele falou contra a crescente conexão do Rock 'n' Wrestling, o que levou a um confronto com Hogan. Em fevereiro, eles se enfrentaram no especial da MTV The War to Settle the Score para o título Peso Pesado Mundial da WWF de Hogan, no qual Hogan manteve seu título por desqualificação. Sua rivalidade levou ao desenvolvimento da WrestleMania. No evento principal da primeira WrestleMania, Hogan e a celebridade Mr. T derrotaram Piper e "Mr. Wonderful" Paul Orndorff. Hogan rivalizou com Piper e Bob Orton pelo resto do ano e muitas vezes obteve vitórias por desqualificação sobre eles, levando a uma luta pelo título Peso Pesado Mundial da WWF entre Hogan e Piper no Wrestling Classic. Um torneio também foi promovido na televisão WWF que aconteceria no evento pay-per-view.

## Resultados
| Nº                                          | Resultados                                                  | Estipulações                           | Tempo |
| ------------------------------------------- | ----------------------------------------------------------- | -------------------------------------- | ----- |
| 1                                           | Adrian Adonis (com Jimmy Hart) derrotou Corporal Kirchner   | Primeira rodada do torneio             | 3:20  |
| 2                                           | Dynamite Kid derrotou Nikolai Volkoff                       | Primeira rodada do torneio             | 0:09  |
| 3                                           | Randy Savage (com Miss Elizabeth) derrotou Ivan Putski      | Primeira rodada do torneio             | 2:45  |
| 4                                           | Ricky Steamboat derrotou Davey Boy Smith                    | Primeira rodada do torneio             | 2:53  |
| 5                                           | Junkyard Dog derrotou The Iron Sheik                        | Primeira rodada do torneio             | 3:25  |
| 6                                           | Moondog Spot derrotou Terry Funk (com Jimmy Hart)           | Primeira rodada do torneio             | 0:27  |
| 7                                           | Tito Santana derrotou The Magnificent Muraco (com Mr. Fuji) | Primeira rodada do torneio             | 4:17  |
| 8                                           | Paul Orndorff derrotou Bob Orton                            | Primeira rodada do torneio             | 6:28  |
| 9                                           | Dynamite Kid derrotou Adrian Adonis (com Jimmy Hart)        | Quartas de final do torneio            | 6:00  |
| 10                                          | Randy Savage (com Miss Elizabeth) derrotou Ricky Steamboat  | Quartas de final do torneio            | 4:00  |
| 11                                          | Junkyard Dog derrotou Moondog Spot                          | Quartas de final do torneio            | 0:45  |
| 12                                          | Paul Orndorff vs Tito Santana terminou em dupla contagem*   | Quartas de final do torneio            | 8:00  |
| 13                                          | Hulk Hogan (c) derrotou Roddy Piper                         | Luta individual pelo Campeonato da WWE | 7:00  |
| 14                                          | Randy Savage (com Miss Elizabeth) derrotou Dynamite Kid     | Semi-final do torneio                  | 5:00  |
| 15                                          | Junkyard Dog derrotou Randy Savage (com Miss Elizabeth)     | Final do torneio                       | 9:00  |
| (c) – Refere-se aos campeões antes da luta. |                                                             |                                        |       |

- Após a dupla contagem na partida entre Paul Orndorff e Tito Santana, Junkyard Dog avançou para as finais com um BYE.

### Tabela do torneio
Pin-Pinfall; Sub-Submissão; CO-Contagem; DCO-contagem dupla; DQ-Desqualificação; Decisão do árbitro
|  | Oitavas de final  | Oitavas de final  | Oitavas de final |                 |               | Quartas-de-final | Quartas-de-final | Quartas-de-final |  |  | Semifinais | Semifinais | Semifinais |  |  | Final | Final | Final |  |
|  |                   |                   |                  |                 |               |                  |                  |                  |  |  |            |            |            |  |  |       |       |       |  |
|  | Adrian Adonis     | Adrian Adonis     | 03:22            |                 |               |                  |                  |                  |  |  |            |            |            |  |  |       |       |       |  |
|  | Adrian Adonis     | Adrian Adonis     | 03:22            |                 |               |                  |                  |                  |  |  |            |            |            |  |  |       |       |       |  |
|  | Corporal Kirchner | Corporal Kirchner | Pin              |                 |               |                  |                  |                  |  |  |            |            |            |  |  |       |       |       |  |
|  | Corporal Kirchner | Corporal Kirchner | Pin              |                 | Adrian Adonis | Adrian Adonis    | 06:00            |                  |  |  |            |            |            |  |  |       |       |       |  |
|  |                   |                   |                  |                 | Adrian Adonis | Adrian Adonis    | 06:00            |                  |  |  |            |            |            |  |  |       |       |       |  |
|  |                   |                   | Dynamite Kid     | Dynamite Kid    | Pin           |                  |                  |                  |  |  |            |            |            |  |  |       |       |       |  |
|  | Dynamite Kid      | Dynamite Kid      | Dynamite Kid     | Dynamite Kid    | Pin           | 0:09             |                  |                  |  |  |            |            |            |  |  |       |       |       |  |
|  | Dynamite Kid      | Dynamite Kid      |                  |                 |               |                  |                  |                  |  |  |            |            |            |  |  |       |       |       |  |
|  | Nikolai Volkoff   | Nikolai Volkoff   | Pin              |                 |               |                  |                  |                  |  |  |            |            |            |  |  |       |       |       |  |
|  | Nikolai Volkoff   | Nikolai Volkoff   | Pin              |                 | Dynamite Kid  | Dynamite Kid     | 05:00            |                  |  |  |            |            |            |  |  |       |       |       |  |
|  |                   |                   |                  |                 |               |                  |                  |                  |  |  |            |            |            |  |  |       |       |       |  |
|  |                   |                   | Randy Savage     | Randy Savage    | Pin           |                  |                  |                  |  |  |            |            |            |  |  |       |       |       |  |
|  | Ivan Putski       | Ivan Putski       | Randy Savage     | Randy Savage    | Pin           | 2:47             |                  |                  |  |  |            |            |            |  |  |       |       |       |  |
|  | Ivan Putski       | Ivan Putski       |                  |                 |               |                  |                  |                  |  |  |            |            |            |  |  |       |       |       |  |
|  | Randy Savage      | Randy Savage      | Pin              |                 |               |                  |                  |                  |  |  |            |            |            |  |  |       |       |       |  |
|  | Randy Savage      | Randy Savage      | Pin              |                 | Randy Savage  | Randy Savage     | 4:00             |                  |  |  |            |            |            |  |  |       |       |       |  |
|  |                   |                   |                  |                 | Randy Savage  | Randy Savage     | 4:00             |                  |  |  |            |            |            |  |  |       |       |       |  |
|  |                   |                   | Ricky Steamboat  | Ricky Steamboat | Pin           |                  |                  |                  |  |  |            |            |            |  |  |       |       |       |  |
|  | Davey Boy Smith   | Davey Boy Smith   | Ricky Steamboat  | Ricky Steamboat | Pin           | 2:53             |                  |                  |  |  |            |            |            |  |  |       |       |       |  |
|  | Davey Boy Smith   | Davey Boy Smith   |                  |                 |               |                  |                  |                  |  |  |            |            |            |  |  |       |       |       |  |
|  | Ricky Steamboat   | Ricky Steamboat   | Ref              |                 |               |                  |                  |                  |  |  |            |            |            |  |  |       |       |       |  |
|  | Ricky Steamboat   | Ricky Steamboat   | Ref              |                 | Randy Savage  | Randy Savage     | 9:00             |                  |  |  |            |            |            |  |  |       |       |       |  |
|  |                   |                   |                  |                 |               |                  |                  |                  |  |  |            |            |            |  |  |       |       |       |  |
|  |                   |                   | Junkyard Dog     | Junkyard Dog    | CO            |                  |                  |                  |  |  |            |            |            |  |  |       |       |       |  |
|  | The Iron Sheik    | The Iron Sheik    | Junkyard Dog     | Junkyard Dog    | CO            | Pin              |                  |                  |  |  |            |            |            |  |  |       |       |       |  |
|  | The Iron Sheik    | The Iron Sheik    |                  |                 |               |                  |                  |                  |  |  |            |            |            |  |  |       |       |       |  |
|  | Junkyard Dog      | Junkyard Dog      | 3:25             |                 |               |                  |                  |                  |  |  |            |            |            |  |  |       |       |       |  |
|  | Junkyard Dog      | Junkyard Dog      | 3:25             |                 | Junkyard Dog  | Junkyard Dog     | 0:45             |                  |  |  |            |            |            |  |  |       |       |       |  |
|  |                   |                   |                  |                 | Junkyard Dog  | Junkyard Dog     | 0:45             |                  |  |  |            |            |            |  |  |       |       |       |  |
|  |                   |                   | Moondog Spot     | Moondog Spot    | Pin           |                  |                  |                  |  |  |            |            |            |  |  |       |       |       |  |
|  | Terry Funk        | Terry Funk        | Moondog Spot     | Moondog Spot    | Pin           | 0:17             |                  |                  |  |  |            |            |            |  |  |       |       |       |  |
|  | Terry Funk        | Terry Funk        |                  |                 |               |                  |                  |                  |  |  |            |            |            |  |  |       |       |       |  |
|  | Moondog Spot      | Moondog Spot      | CO               |                 |               |                  |                  |                  |  |  |            |            |            |  |  |       |       |       |  |
|  | Moondog Spot      | Moondog Spot      | CO               | Junkyard Dog    |               |                  |                  |                  |  |  |            |            |            |  |  |       |       |       |  |
|  |                   |                   |                  |                 |               |                  |                  |                  |  |  |            |            |            |  |  |       |       |       |  |
|  |                   |                   | BYE              |                 |               |                  |                  |                  |  |  |            |            |            |  |  |       |       |       |  |
|  | Don Muraco        | Don Muraco        | 4:17             |                 |               |                  |                  |                  |  |  |            |            |            |  |  |       |       |       |  |
|  | Don Muraco        | Don Muraco        | 4:17             |                 |               |                  |                  |                  |  |  |            |            |            |  |  |       |       |       |  |
|  | Tito Santana      | Tito Santana      | Pin              |                 |               |                  |                  |                  |  |  |            |            |            |  |  |       |       |       |  |
|  | Tito Santana      | Tito Santana      | Pin              |                 | Tito Santana  | Tito Santana     | 8:00             |                  |  |  |            |            |            |  |  |       |       |       |  |
|  |                   |                   |                  |                 | Tito Santana  | Tito Santana     | 8:00             |                  |  |  |            |            |            |  |  |       |       |       |  |
|  |                   |                   | Paul Orndorff    | Paul Orndorff   | DCO           |                  |                  |                  |  |  |            |            |            |  |  |       |       |       |  |
|  | Paul Orndorff     | Paul Orndorff     | Paul Orndorff    | Paul Orndorff   | DCO           | 6:28             |                  |                  |  |  |            |            |            |  |  |       |       |       |  |
|  | Paul Orndorff     | Paul Orndorff     |                  |                 |               |                  |                  |                  |  |  |            |            |            |  |  |       |       |       |  |
|  | Bob Orton         | Bob Orton         | DQ               |                 |               |                  |                  |                  |  |  |            |            |            |  |  |       |       |       |  |